# 全日本歯科学生総合体育大会
全日本歯科学生総合体育大会（ぜんにほんしかがくせいそうごうたいいくたいかい）は日本の全ての歯学部が参加する歯学生のスポーツの祭典である。通常、歯学体（しがくたい）あるいはオールデンタル、単にデンタルとも呼ばれる。1968年に第一回大会が開催され、現在まで継続している。毎年12月から翌年8月に行われる。
ほとんどの競技は夏休み中に行われるが、ラグビー・フットボール(12月開催)と、スキー、アメリカンフットボール(3月開催)は冬季開催となり、夏の大会に先駆けて行われる。参加者は減少傾向であり、2014年には6,955名となっている 。
歯学部の運動部にとって歯学体はもっとも重要、かつ由緒ある大会であり、ここでの活躍は学内での立場を左右するほどである。歯学部の教員もかつては学生として歯学体に関与したことのあるものがほとんどであり、多くの大学では教育日程の編成上、歯学体の期間を考慮している。大会期間に重なって講義や実習は設定されないことが普通である。また、大会当日には多くの教員・OBが休みを取って応援に駆けつける。
歯学生は6年制であるため一般大学とは幹部学年・引退学年にずれがあるなど、一般大学と試合するには困難を伴う。それに加えて、決して多いとは言えない歯学生の間での交流を深める意味もあって開催されている。

## 主催・主管
歯学体は、全日本歯科学生体育連盟が主催している。この連盟には国内の全歯学部が加盟していて、地区別に全国を7つのブロックに分けて数校でグループを構成し、第1～第7ブロックがあらかじめ決められた順に輪番で大会を主催する。

### ブロック区分
- 第1ブロック-北海道医療大学・北海道大学・岩手医科大学・東北大学・奥羽大学
- 第2ブロック-鶴見大学・神奈川歯科大学・日本歯科大学生命歯学部
- 第3ブロック-明海大学・昭和大学・東京医科歯科大学
- 第4ブロック-日本大学・日本大学松戸歯学部・東京歯科大学
- 第5ブロック-愛知学院大学・日本歯科大学新潟生命歯学部・新潟大学・松本歯科大学
- 第6ブロック-朝日大学・大阪歯科大学・大阪大学・広島大学・岡山大学・徳島大学
- 第7ブロック-九州大学・九州歯科大学・福岡歯科大学・長崎大学・鹿児島大学

## 全日本歯科学生体育連盟
全日本歯科学生体育連盟には常設事務局はなく、毎年、主催担当ブロック内の歯学部のひとつが事務主管校となって、連盟本部を主宰する。この連盟は、加盟各校から学生数に応じて拠出される分担金で維持されている。
- 連盟会長：事務主管校の学長(学部長)が連盟会長・大会会長を兼務する。
- 理事会：各校の担当教員により構成される。本連盟の最高決定機関である。
- 幹事会：各校の担当事務課長により構成される。理事会幹事会は合同会議で開催されるのが通例。
- 評議委員会：各校から選出された学生2名(正評議委員・副評議委員)により構成される。大会・連盟・各部門の予算、決算、実行計画はすべて評議委員会の議決の後、理事会幹事会合同会議に回付する。議決権は各校1票。副評議委員は評議委員会の正式なメンバーであるが正評議委員より下級生であることがほとんどで、いわば見習い期間で、翌年に正評議委員に就任するのが通例である。そのため副評議委員になると約2年間にわたって連盟に関わることになる。

全日本歯科学生体育連盟(事務主管校)の主な業務は大会実行委員会を組織すること、理事会幹事会合同会議や評議委員会を開催すること、次年度の準備委員会を組織すること、次々年度の準備委員会を立ち上げるための会議を行うこと等である。

## 実行委員会
事務主管校は担当教員・学生の実行委員をもって全日本歯科学生総合体育大会実行委員会を組織する。実質的には、前年の準備委員会が母体となって発展拡大したものである。上記の連盟予算の多くはこの大会実行委員会の活動に費やされる。大会実行委員会は、各(競技)部門の実行委員会を組織するが、多くは事務主管校の各部(クラブ)内で組織される。不可能な場合(該当クラブがないなど)、ブロック内(ときに外)の他校に部門の開催を依頼し、部門主管校として当該部門の実行委員会を組織する。実際の競技会は、後述の通り、各部門実行委員会が大会実行委員会とは独立収支で開催する。
- 大会会長：事務主管校の学長(学部長)が連盟会長・大会会長を兼務する。
- 大会実行委員長：事務主管校の正評議委員が実行委員長となる。

大会実行委員会の主な業務は各部門の予算をとりまとめ評議委員会に提出すること、後述の総合得点を集計することなど、各競技種目、各地の競技会場にわたり、夏季部門で10日程度をかけて行われる大会全体を統括すること、総合開会式・総合閉会式を開催すること等であり、実際の競技会は行わない。

## 準備委員会
本大会では各競技種目とも競技会場を借り切って行われる。会場の確保は約1年以上前から行われるため、翌年の事務主管予定校、部門主管予定校が準備委員会を組織して活動している。
- 準備委員長：事務主管予定校の評議委員が準備委員長となる。

準備委員会の主な業務は、各部門の日程・会場の調整等である。

## 準々備委員会(通称)
翌々年度の主管ブロックの各校での会議がもたれるがこれを準々備委員会と称している。
準備委員会の段階ではすでに各部門を担当する大学は決まっており、会場確保のための活動が開始される。つまり、どこの大学が翌々年度の事務主管校を引き受けるのか、どの部門をどこの大学が主管するかという話し合いは、準備委員会のさらに前年度に行われている。これらの話し合いはブロック内の大学の理事、幹事、評議委員がそれぞれ集まって公式・非公式の協議を重ねていくのであるが、各種目のクラブ同志でも話し合われる必要があり、これらの作業は繁雑を極める。

## 総合得点
規約に従って、各(競技)部門ごとに優勝校から順に得点を与え、合計得点の多寡で総合優勝校を決定し、総合閉会式で優勝旗(持ち回り)・優勝杯(持ち回り)・賞状をもって表彰する。総合開会式・総合閉会式は各校の理事、幹事、評議委員らが出席して行われ、大多数の選手(学生)は自己の出場する種目に参加するのみであるため、優勝旗を間近で実際に見たことのある歯学生は極めて少ない。総合閉会式で大会会長から優勝旗を受けるのは優勝校の正評議委員である。優勝校では秋頃に祝勝会が行われ、そこで優勝旗が披露されることが多い。

## 部門実行委員会
部門実行委員会は当該競技種目を主管する部内で組織される。
- 部門会長：部門主管校の当該部(クラブ)の顧問・部長(教員)が部門会長となる。
- 部門実行委員長：部門主管校の部の主将・部長(学生)が部門実行委員長となる。

各競技部門の運営費については、すべて当該部門の参加者が分担する参加費でまかなわれており、連盟・大会実行委員会からの補助等はない。

## 開催競技
2014年現在、種目数は下記の26種目である。

### 冬期部門
- ラグビー・フットボール
- アメリカンフットボール
- スキー

### 夏期部門
- フットサル
- 陸上競技
- 硬式野球
- 準硬式野球
- 硬式庭球
- ソフトテニス
- 卓球
- バレーボール
- バドミントン
- サッカー
- バスケットボール
- 柔道
- 剣道
- 弓道
- 水泳
- ゴルフ
- ヨット
- 漕艇
- 空手道
- ボウリング
- 少林寺拳法
- 日本拳法
- アーチェリー